# Serhij Rebrov
Serhij Rebrov, född 6 mars 1974 , är en ukrainsk före detta professionell fotbollsspelare (anfallare) och numera tränare. Han är sedan 2023 förbundskapten i Ukrainas landslag.
På 241 ligamatcher för Dynamo Kiev 1992–2000 och 2005–2008 gjorde Rebrov 113 mål vilket gör honom till den spelare som gjort flest mål i den ukrainska ligan genom alla tider. Rebrov har blivit utsedd till Ukrainas bästa fotbollsspelare två gånger (1996 och 1998).
Förutom Dynamo Kiev spelade Rebrov även i bland andra Tottenham Hotspur, Fenerbahçe och West Ham under karriären. Han debuterade i det ukrainska landslaget 1992 och spelade 75 landskamper och gjorde 15 mål tills han slutade i landslaget 2006 efter att ha deltagit i VM 2006. Rebrov avslutade sin spelarkarriär 2009.